# Mattawan (Michigan)
Pour les articles homonymes, voir Mattawan.
Mattawan est un village du comté de Van Buren, dans l'État du Michigan, aux États-Unis. En 2020, il comptait une population de 2 550 habitants.